# Alkoholkonsum

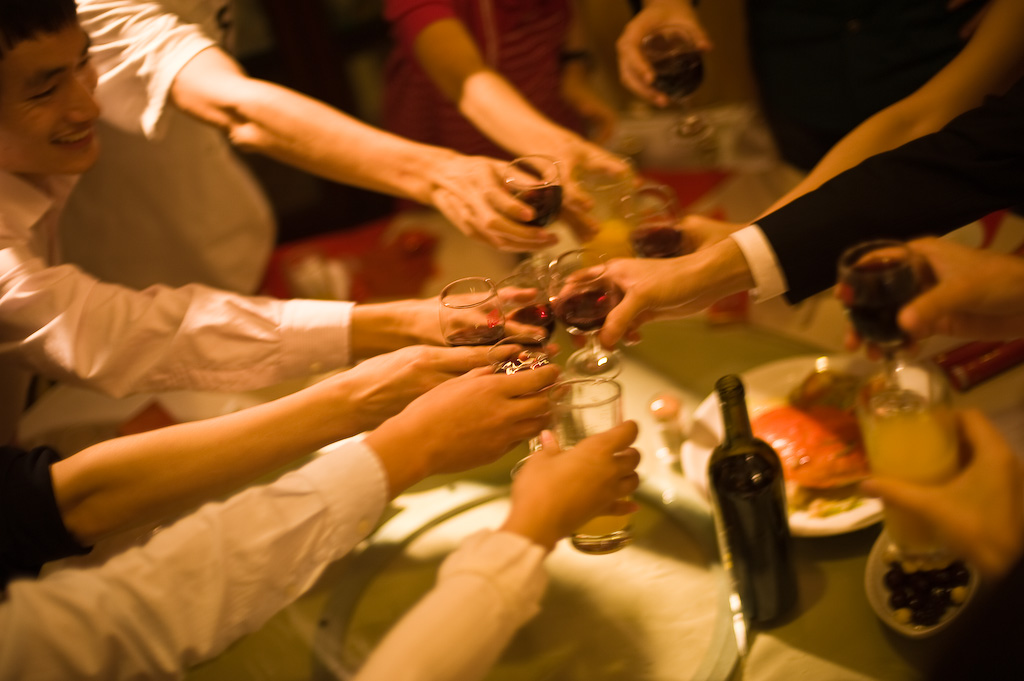
Alkoholkonsum bei einer Feier

Tabelle aus der Studie Drug harms in the UK: a multicriteria decision analysis von 2010, die verschiedene Drogen (legal und illegal) basierend auf Aussagen von Experten für Drogenschäden einstuft. Diese Studie bewertete Alkohol als insgesamt schädlichste Droge und als einzige Droge, die für andere schädlicher ist als für die Benutzer. Nachfolgestudien mit dem gleichen Ergebnis für Alkohol erschienen 2015 und 2023.

Alkoholkonsum ist das Trinken von alkoholischen Getränken zu Genuss- oder Rauschzwecken.
Alkohol ist weltweit die am häufigsten gebrauchte und missbrauchte psychoaktive Substanz und hat zugleich eine beruhigende, euphorisierende und enthemmende Wirkung.
Alkoholkonsum ändert die Stimmung und das Verhalten und wird von der Weltgesundheitsorganisation WHO als giftige, psychoaktive, abhängig machende und krebserregende Substanz klassifiziert.
Alkoholkonsum verursacht eine erhöhte Blutalkoholkonzentration. Starker Alkoholkonsum führt zunächst zu Trunkenheit, bei fortgesetztem Trinken zu einer Alkoholvergiftung bis hin zum Tod.
Aufgrund der cytotoxischen und neurotoxischen Wirkung der Substanz gilt Alkoholkonsum allgemein als gesundheitsschädlich, umso mehr, je größer die konsumierte Menge ist. Selbst ein bewusst vorsichtiger Konsum kann erhebliche Schädigungen bis hin zu Krebs, Leberzirrhose oder Gehirnschäden verursachen. Ethanol in Getränken wird von der Internationalen Agentur für Krebsforschung als krebserzeugend eingestuft. Regelmäßiger Alkoholkonsum kann abhängig machen (siehe Alkoholabhängigkeit). Laut einer Studie der Weltgesundheitsorganisation starben im Jahr 2012 mehr als 3,3 Millionen Menschen an den Folgen des Alkoholkonsums.
Der Alkoholkonsum ist tradierter Teil gesellschaftlicher Bräuche und Gepflogenheiten in vielen gesellschaftlichen Gruppen. In fast allen Regionen der Welt ist Alkoholkonsum mit Ritualen oder Zeremonien verbunden. Alkoholkonsum gehört häufig zur Festigung oder Knüpfung sozialer Kontakte im Umfeld von Familien-, Freundes- und Nachbarschaftsfeiern sowie sonstigen festlichen Anlässen oder ist Teil des Brauchtums.
Das Mindestalter, ab dem der Kauf und Konsum von Alkohol erlaubt ist, ist in den meisten Ländern gesetzlich geregelt, ebenso das Fahren unter Einfluss von Alkohol oder anderer psychoaktiver Substanzen.

## Geschichte

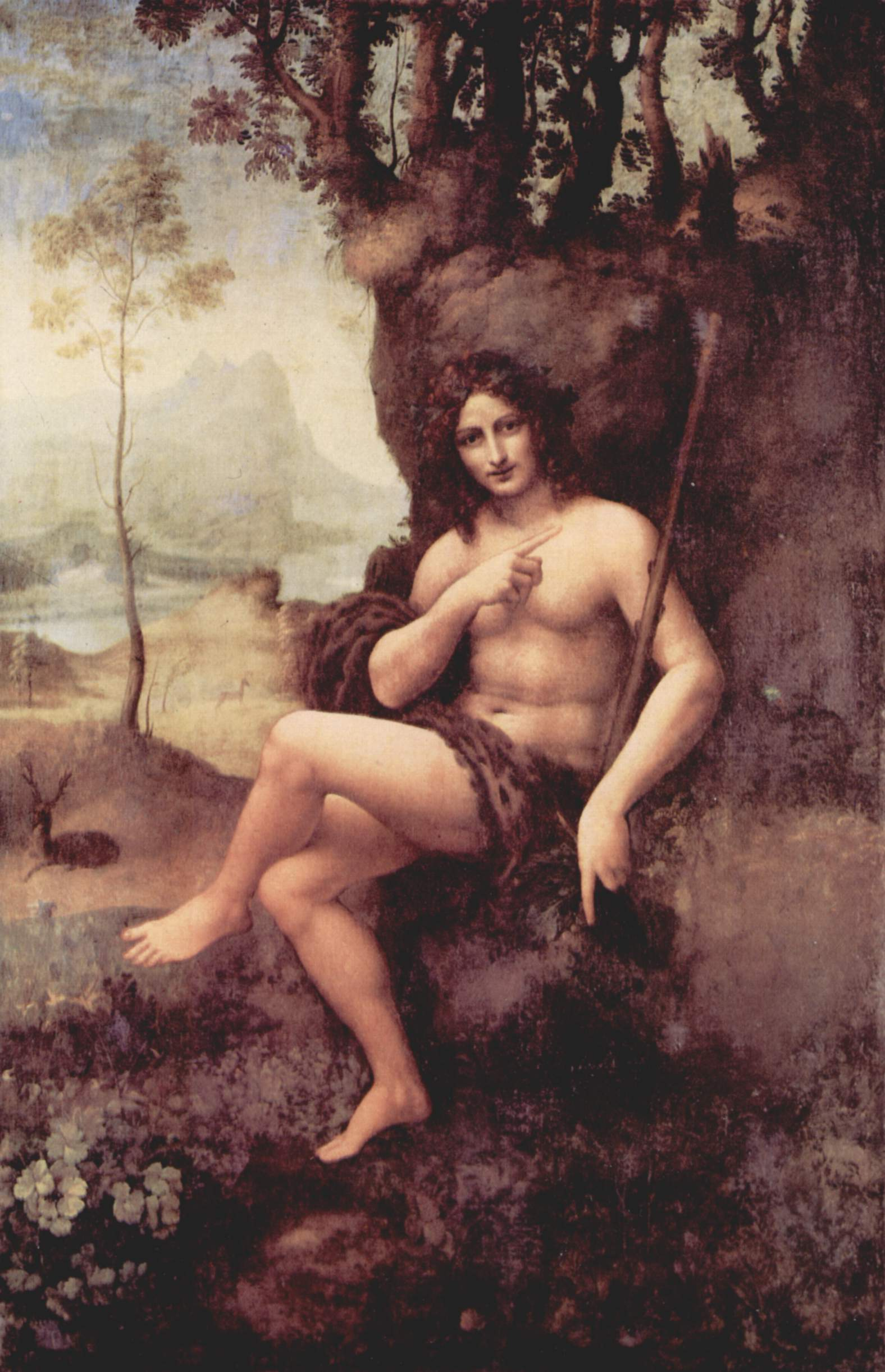
Bacchus (von Leonardo da Vinci)

Alkoholische Getränke wie z. B. Biere, später auch Weine, wurden schon in prähistorischer Zeit mit Hilfe von Wildhefen erzeugt. Meist hatten solche Getränke einen deutlich geringeren Alkoholgehalt als heute, da die Wildhefen ab einer bestimmten Alkoholkonzentration die Umwandlung von Zucker in Alkohol einstellen, weil sie sich ansonsten selbst vergiften würden. Schon die ältesten bekannten Schriften der Menschheit befassen sich mit dem Alkoholkonsum. Im Gilgamesch-Epos wird beschrieben, wie der Ur-Mensch Enkidu im Übergang von der Wildnis zur Zivilisation sieben Krüge Bier trinken muss, die ihn in Euphorie versetzen und gleichzeitig zum Mann machen. Etwa um das Jahr 1720 vor Christus legte der Codex Hammurapi die älteste überlieferte Bierschankordnung fest. Schon in dieser Zeit wurde Alkohol bereits aufgrund seiner berauschenden Wirkung getrunken. So heißt es in einem ägyptischen Text über das Verhalten junger Männer:

„Du verlässt die Bücher und gehst von Schenke zu Schenke; der Biergenuss allabendlich, der Biergeruch verscheucht die Menschen von dir.“

Alkohol, etwa in Form von Bier, wurde bei den Ägyptern den Göttern geopfert und als Grabbeilage genutzt. In der Antike wurde der Alkoholkonsum ein wesentliches Moment römischer und griechischer Kultur. Beide Kulturen bedachten ihn mit einer eigenen Gottheit, Bacchus in der römischen beziehungsweise Dionysos in der griechischen Kultur, den Göttern des Weins und des Rausches. Ebenso die Germanen: Sie sahen den Met, der zu den frühesten alkoholischen Getränken gehört, als Geschenk der Götter an.
Vermutlich wurde im Gebiet der heutigen Türkei um etwa 1000 n. Chr. die Destillation von Wein zur Herstellung hochprozentiger Branntweine entwickelt. Erst Paracelsus benutzte spirit vin, alcool vini oder alcohol vini im heutigen, engeren Sinn als Bezeichnung für „Weingeist“ oder „Essenz des Weines“. In Ostasien wurden schon früh Weine aus Litschi und Pflaumen hergestellt sowie der Sake, ein warm genossener Reiswein, dessen Herstellungsprozess dem des Bieres ähnelt.
Haferbier, Cervisa oder Cerevisia genannt, wurde im Mittelalter in Klöstern alltäglich konsumiert. Es wurde während des ganzen Tages, speziell um neun Uhr als Cerevisia nonalis zur Erinnerung an die Durstqualen von Christus in der neunten Stunde während der Kreuzigung, sowie während der Fastenzeit getrunken, da dies nicht als Fastenbrechen galt. Als Höchsttageskonsum war eine Grenze von etwa fünf Litern pro Mönch vorgesehen. Ernst der Fromme beschränkte in einer Kellerordnung von 1648 den Konsum für gräfliche und adelige Frauenzimmer auf vier Maß Bier und des Abends zum Abschenken auf drei Maß Bier.
Mitte des 18. Jahrhunderts vergrößerte sich mit der Entdeckung der Neuen Welt die landwirtschaftlich nutzbare Fläche des Königreichs England um ein Vielfaches. Dies führte in der Folge zu sinkenden Getreidepreisen und einer damit verbundenen Verarmung der Unterschicht. Die Überproduktion an Getreide wurde zum Teil zur Herstellung von Gin genutzt, der in den Armenvierteln des Mutterlandes Abnehmer fand. Zeitweise kostete eine Kalorie Gin weniger als eine Kalorie Brot. In der Folge entwickelte sich durch den erhöhten Alkoholkonsum die Gin-Krise, welche die damalige Regierung erst durch eine Reihe von Gesetzen wie hohe Steuern auf Gin, Erschwerung des Handels und Ausgabe von Lizenzen für Händler beenden konnte. Aus dieser Zeit finden sich die ersten Schriften, die sich mit Alkoholabhängigkeit und deren Folgeerkrankungen beschäftigen. Ebenso wurde vor diesem Hintergrund Alkoholkonsum zum ersten Mal als Ursache für gesellschaftliche Probleme und Fehlentwicklungen verstanden.
Im deutschsprachigen Raum wurde Branntwein erst mit der Einführung der Kartoffel, die bessere Erträge lieferte als Getreide, aber weniger gut zu lagern und zu transportieren war, zu einem Massenprodukt. Christian Friedrich Germershausen (1725–1810) rät in seiner Hausmutter, einem Werk der aufklärerischen Hausväterliteratur, einem Knecht im Jahr etwas mehr als sieben Liter Schnaps auszuschenken. Dies geschah zur Erntezeit für die Schnitter zum Frühstück und noch einmal mittags. An Festtagen galt dies für das gesamte Gesinde. Überhaupt war der Alkoholkonsum in der Frühen Neuzeit weit verbreitet: Weil Trinkwasser selten keimfrei war, wurde regelhaft Bier oder Wein getrunken, deren Alkoholgehalt aber geringer war als heute. Selbst sechsjährigen Kindern gab man schon Bier.
Während sich der Alkoholkonsum Mitte des 19. Jahrhunderts wieder verringerte, begann mit der Industrialisierung wiederum eine Zeit, in der billiger Alkohol für verarmte Bevölkerungsschichten zugänglich war. Die industrielle Produktion und die vor allem nach dem Zweiten Weltkrieg einsetzende massive Vermarktung von alkoholischen Getränken führten zu einem großen Überangebot. So wurden Frauen und Jugendliche zu neuen Zielgruppen der Nachfrage- und Absatzförderung. Alkoholbedingte Schäden zählen inzwischen zu den Zivilisationskrankheiten.

### Rückgang des Alkoholkonsums in jüngerer Zeit
Von den 1980er bis in die 2010er Jahre ging der Alkoholkonsum in Deutschland deutlich zurück.
| Verbrauch je Einwohner im Alter ab 15 Jahren in Deutschland an Reinalkohol in Liter | Verbrauch je Einwohner im Alter ab 15 Jahren in Deutschland an Reinalkohol in Liter | Verbrauch je Einwohner im Alter ab 15 Jahren in Deutschland an Reinalkohol in Liter | Verbrauch je Einwohner im Alter ab 15 Jahren in Deutschland an Reinalkohol in Liter | Verbrauch je Einwohner im Alter ab 15 Jahren in Deutschland an Reinalkohol in Liter | Verbrauch je Einwohner im Alter ab 15 Jahren in Deutschland an Reinalkohol in Liter | Verbrauch je Einwohner im Alter ab 15 Jahren in Deutschland an Reinalkohol in Liter | Verbrauch je Einwohner im Alter ab 15 Jahren in Deutschland an Reinalkohol in Liter | Verbrauch je Einwohner im Alter ab 15 Jahren in Deutschland an Reinalkohol in Liter | Verbrauch je Einwohner im Alter ab 15 Jahren in Deutschland an Reinalkohol in Liter | Verbrauch je Einwohner im Alter ab 15 Jahren in Deutschland an Reinalkohol in Liter |
| 1970                                                                                | 1980                                                                                | 1990                                                                                | 2000                                                                                | 2010                                                                                | 2012                                                                                | 2014                                                                                | 2016                                                                                | 2018                                                                                | 2019                                                                                | 2020                                                                                |
| ----------------------------------------------------------------------------------- | ----------------------------------------------------------------------------------- | ----------------------------------------------------------------------------------- | ----------------------------------------------------------------------------------- | ----------------------------------------------------------------------------------- | ----------------------------------------------------------------------------------- | ----------------------------------------------------------------------------------- | ----------------------------------------------------------------------------------- | ----------------------------------------------------------------------------------- | ----------------------------------------------------------------------------------- | ----------------------------------------------------------------------------------- |
| 14,4                                                                                | 15,1                                                                                | 13,4                                                                                | 12,0                                                                                | 10,7                                                                                | 11,0                                                                                | 10,6                                                                                | 10,6                                                                                | 10,7                                                                                | 10,2                                                                                | 10,0                                                                                |
| Quelle: DHS: Alkohol                                                                |                                                                                     |                                                                                     |                                                                                     |                                                                                     |                                                                                     |                                                                                     |                                                                                     |                                                                                     |                                                                                     |                                                                                     |

#### Rückläufiger Alkoholkonsum von Kindern und Jugendlichen
Stark ausgeprägt ist dieser rückläufige Trend auch bei Jugendlichen von 16 bis 25 Jahren. Tranken in den 1970er Jahren noch deutlich über der Hälfte der unter 18-Jährigen regelmäßig Alkohol (also mindestens einmal in der Woche), so sind dies heute nicht einmal mehr ein Viertel. Bei den volljährigen Jugendlichen bis 25 Jahre sank die Zahl von zwei Dritteln auf unter ein Drittel. Noch deutlicher ist dies bei Kindern und Jugendlichen unter 16 Jahren, hier trinken nur 3 % regelmäßig Alkohol, früher waren dies 10–15 %.
| Verbreitung des regelmäßigen Alkoholkonsums nach Altersgruppen (in Prozent)                                         | Verbreitung des regelmäßigen Alkoholkonsums nach Altersgruppen (in Prozent) | Verbreitung des regelmäßigen Alkoholkonsums nach Altersgruppen (in Prozent) | Verbreitung des regelmäßigen Alkoholkonsums nach Altersgruppen (in Prozent) | Verbreitung des regelmäßigen Alkoholkonsums nach Altersgruppen (in Prozent) | Verbreitung des regelmäßigen Alkoholkonsums nach Altersgruppen (in Prozent) | Verbreitung des regelmäßigen Alkoholkonsums nach Altersgruppen (in Prozent) | Verbreitung des regelmäßigen Alkoholkonsums nach Altersgruppen (in Prozent) | Verbreitung des regelmäßigen Alkoholkonsums nach Altersgruppen (in Prozent) | Verbreitung des regelmäßigen Alkoholkonsums nach Altersgruppen (in Prozent) | Verbreitung des regelmäßigen Alkoholkonsums nach Altersgruppen (in Prozent) | Verbreitung des regelmäßigen Alkoholkonsums nach Altersgruppen (in Prozent) | Verbreitung des regelmäßigen Alkoholkonsums nach Altersgruppen (in Prozent) | Verbreitung des regelmäßigen Alkoholkonsums nach Altersgruppen (in Prozent) | Verbreitung des regelmäßigen Alkoholkonsums nach Altersgruppen (in Prozent) | Verbreitung des regelmäßigen Alkoholkonsums nach Altersgruppen (in Prozent) | Verbreitung des regelmäßigen Alkoholkonsums nach Altersgruppen (in Prozent) | Verbreitung des regelmäßigen Alkoholkonsums nach Altersgruppen (in Prozent) | Verbreitung des regelmäßigen Alkoholkonsums nach Altersgruppen (in Prozent) | Verbreitung des regelmäßigen Alkoholkonsums nach Altersgruppen (in Prozent) | Verbreitung des regelmäßigen Alkoholkonsums nach Altersgruppen (in Prozent) | Verbreitung des regelmäßigen Alkoholkonsums nach Altersgruppen (in Prozent) | Verbreitung des regelmäßigen Alkoholkonsums nach Altersgruppen (in Prozent) |
| | 1973                                                                        | 1976                                                                        | 1979                                                                        | 1982                                                                        | 1986                                                                        | 1989                                                                        | 1993                                                                        | 1997                                                                        | 2001                                                                        | 2004                                                                        | 2005                                                                        | 2007                                                                        | 2008                                                                        | 2010                                                                        | 2011                                                                        | 2012                                                                        | 2014                                                                        | 2015                                                                        | 2016                                                                        | 2018                                                                        | 2019                                                                        | 2021                                                                        |
| --- | --------------------------------------------------------------------------- | --------------------------------------------------------------------------- | --------------------------------------------------------------------------- | --------------------------------------------------------------------------- | --------------------------------------------------------------------------- | --------------------------------------------------------------------------- | --------------------------------------------------------------------------- | --------------------------------------------------------------------------- | --------------------------------------------------------------------------- | --------------------------------------------------------------------------- | --------------------------------------------------------------------------- | --------------------------------------------------------------------------- | --------------------------------------------------------------------------- | --------------------------------------------------------------------------- | --------------------------------------------------------------------------- | --------------------------------------------------------------------------- | --------------------------------------------------------------------------- | --------------------------------------------------------------------------- | --------------------------------------------------------------------------- | --------------------------------------------------------------------------- | --------------------------------------------------------------------------- | --------------------------------------------------------------------------- |
| 12- bis 15-Jährige                                                                                                  | -                                                                           | -                                                                           | 12,7                                                                        | 10,5                                                                        | 15,2                                                                        | 7,8                                                                         | 6,3                                                                         | 6,8                                                                         | 8,7                                                                         | 10,4                                                                        | 8,0                                                                         | 9,8                                                                         | 6,4                                                                         | 5,8                                                                         | 5,6                                                                         | 4,3                                                                         | 4,7                                                                         | 2,6                                                                         | 3,2                                                                         | 9,8                                                                         | 9,0                                                                         | 8,7                                                                         |
| 16- und 17-Jährige                                                                                                  | 59,4                                                                        | 56,8                                                                        | 50,6                                                                        | 39,1                                                                        | 44,6                                                                        | 42,1                                                                        | 39,2                                                                        | 28,3                                                                        | 36,3                                                                        | 43,7                                                                        | 39,5                                                                        | 42,8                                                                        | 36,0                                                                        | 25,9                                                                        | 30,8                                                                        | 31,9                                                                        | 26,2                                                                        | 24,1                                                                        | 22,6                                                                        | 9,8                                                                         | 9,0                                                                         | 8,7                                                                         |
| 18- bis 25-Jährige                                                                                                  | 67,1                                                                        | 70,0                                                                        | 65,9                                                                        | 58,6                                                                        | 55,0                                                                        | 54,2                                                                        | 50,7                                                                        | 44,9                                                                        | 39,8                                                                        | 43,6                                                                        | 40,5                                                                        | -                                                                           | 37,1                                                                        | 34,5                                                                        | 39,8                                                                        | 38,4                                                                        | 35,5                                                                        | 33,6                                                                        | 30,7                                                                        | 34                                                                          | 32,3                                                                        | 32,0                                                                        |
| Quelle: BZgA: Alkoholsurvey 2016, Tabelle 13, BZgA-Forschungsbericht / Mai 2019, BZgA-Forschungsbericht / Juni 2022 |                                                                             |                                                                             |                                                                             |                                                                             |                                                                             |                                                                             |                                                                             |                                                                             |                                                                             |                                                                             |                                                                             |                                                                             |                                                                             |                                                                             |                                                                             |                                                                             |                                                                             |                                                                             |                                                                             |                                                                             |                                                                             |                                                                             |

Folglich kommt die Studie „Der Alkoholkonsum Jugendlicher und junger Erwachsener in Deutschland“ der BZgA zu dem Schluss, dass „immer mehr 12- bis 15-Jährige auf Alkohol verzichten. Außerdem sind in dieser Altersgruppe auch die riskanteren Formen des Alkoholkonsums rückläufig. […] Seit 2011 verzichten auch die 16- und 17-jährigen Jugendlichen immer häufiger auf Alkohol.“
Auch in den Jahren nach 2018 ist der Alkoholkonsum bei den 12- bis 17-Jährigen bzw. 18- bis 25-Jährigen weiter zurückgegangen.

## Soziale und kulturelle Aspekte
Alkoholkonsum erfolgt als Alkoholgenuss zur Erholung und Entspannung, dem Verdrängen unangenehmer Erinnerungen oder der Steigerung des Wohlbefindens. In dieser Funktion wurde der Alkoholkonsum auch vielfach literarisch gewürdigt, etwa von Friedrich Schiller:

„Trink ihn aus, den Trank der Labe,
Und vergiß den großen Schmerz!
Balsam fürs zerrißne Herz,
Wundervoll ist Bacchus’ Gabe.“

Seit jeher war Alkoholkonsum ein Teil von festlichen Aktivitäten wie den antiken Saturnalien und den Bacchanalien, dem Kölner Karneval, dem Karneval in Rio oder Mardi Gras in New Orleans, privaten Feiern oder Jubiläen. Die Art des konsumierten alkoholischen Getränks wird oft durch den Anlass geprägt, wobei es große kulturelle Unterschiede gibt. Champagner wird im europäischen Raum oft mit einer besonderen Feier verbunden, Wein wird zum Essen getrunken und Bier als geeignetes Getränk für informelle, entspannungsorientierte Gelegenheiten angesehen.
Der Alkoholkonsum geschieht häufig in Gruppen sozial Gleichgestellter oder unter Gleichaltrigen. Er dient dem Aufbau sozialer Kontakte, etwa dem ritualisierten Übergang vom Siezen zum Duzen unter Alkoholeinfluss in Form des Brüderschafttrinkens. Dahinter steht die Annahme, dass „gemeinsames Trinken […] verbinden und verpflichten“ kann.

## Physiologie
Der Konsum von 0,3 l Bier oder 0,2 l Wein hat eine enthemmende Wirkung und kann zu einer Steigerung der Redseligkeit führen. Der Konsum von 0,7 bis 1 l Bier oder 0,5 l Wein führt zu einem Blutalkoholspiegel von 0,5 bis 1 ‰ und einem „Schwips“ mit Enthemmung und Selbstüberschätzung unter Nachlassen der Reaktionsfähigkeit. Nach dem Konsum von etwa 1,7 bis 3 l Bier oder 1 bis 1,5 l Wein ist eine deutliche Betrunkenheit sichtbar, es beginnt eine Ataxie, verminderte Sehleistung, mit teilweise aggressivem Verhalten und Uneinsichtigkeit.
Ein Alkoholpegel von 2 bis 3 ‰ führt zu Trunkenheit, Rausch, starker Ataxie, Denk- und Orientierungsstörungen sowie später teils Amnesie. Noch höhere Konzentrationen führen zu schwerem Rausch, Benommenheit bis zur Bewusstlosigkeit, Aspiration von Erbrochenem und Unterkühlung. Bei Menschen, die nicht an regelmäßig größere Alkoholmengen gewöhnt sind, kann es zum Tod durch Atemlähmung kommen. Ein Blutalkohol von 6 bis 8 ‰ ist auch für schwere Alkoholiker meist tödlich. Diese Angaben sind Durchschnittswerte und können sehr stark variieren. Die erreichbare Blutalkoholkonzentration ist von der aufgenommenen Getränkemenge, der Körpermasse und dem Geschlecht abhängig sowie von Faktoren wie Statur und Alter sowie Füllzustand des Magens.
Der Verzehr von Lebensmitteln mit geringem Alkoholgehalt, wie Süßwaren, Fruchtsäften oder Kefir, hat keinen wahrnehmbaren Effekt auf den Blutalkoholgehalt.

### Alkoholaufnahme

Verdauungssystem des Menschen

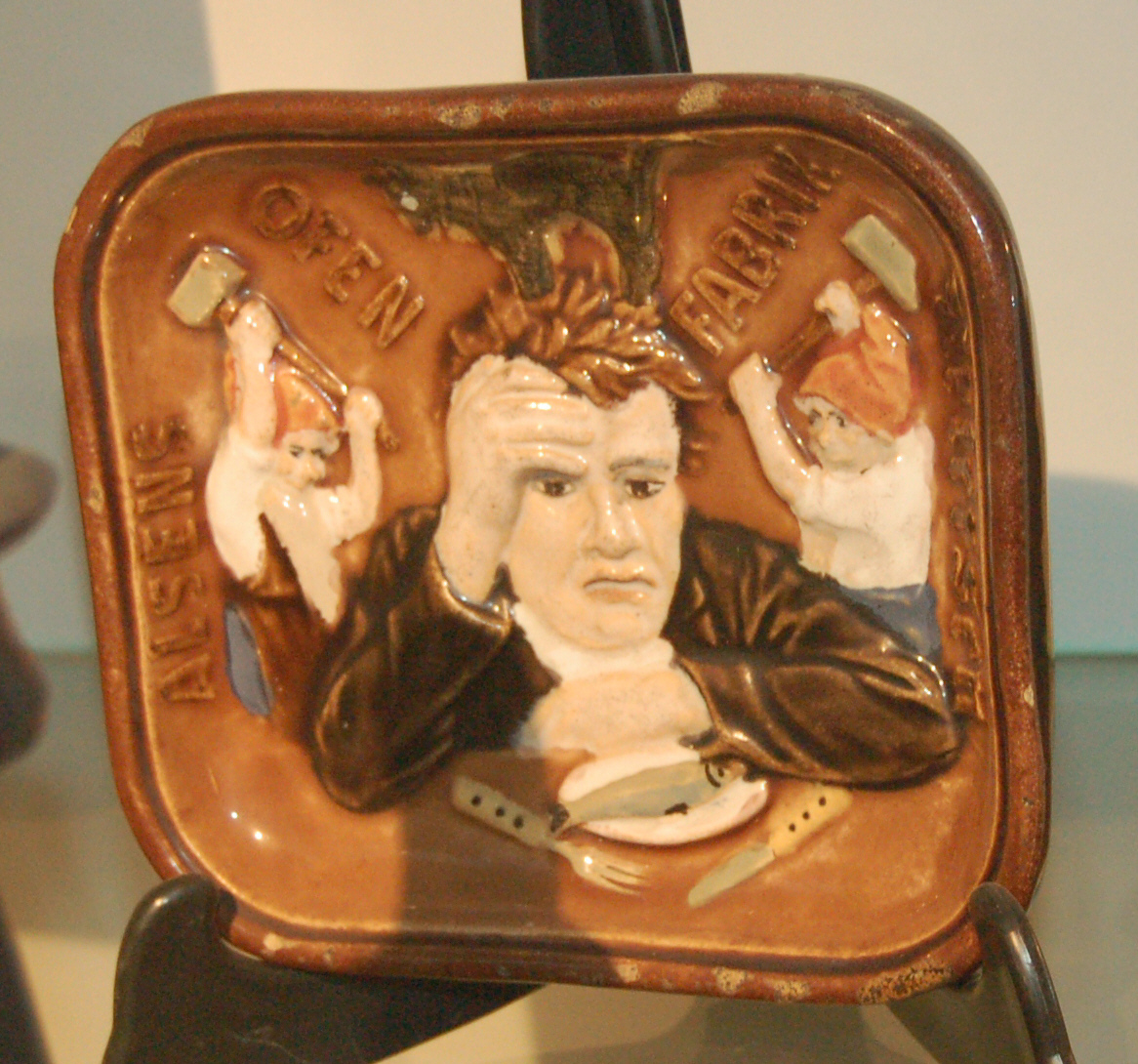
Darstellung eines „Katers“ auf einem Aschenbecher, 19. Jahrhundert

Der Ethanolanteil alkoholischer Getränke wird im gesamten Verdauungstrakt aufgenommen. Dies beginnt in geringem Umfang bereits in der Mundschleimhaut. Das dort resorbierte Ethanol geht direkt in das Blut über und wird damit über den gesamten Körper einschließlich des Gehirns verteilt. Etwa 20 % werden im Magen resorbiert; der Rest im Dünndarm. Der in Magen und Darm aufgenommene Alkohol gelangt zunächst mit dem Blut in die Leber, wo er teilweise abgebaut wird. Die Ethanolaufnahme wird durch Faktoren, welche die Durchblutung steigern, erhöht, beispielsweise Wärme in Irish Coffee, Grog, Zucker in Likör und Kohlenstoffdioxid in Sekt. Dagegen verlangsamt Fett die Aufnahme. Dies führt nicht zu einer niedrigeren Resorption des Alkohols insgesamt, sondern nur zu einer zeitlichen Streckung.

### Alkoholabbau
Etwa zwei bis zehn Prozent des aufgenommenen Alkohols werden unverändert über Urin, Schweiß und Atemluft wieder abgegeben. Ein Teilabbau findet im Magen statt; eine dort gefundene sigma-Alkoholdehydrogenase zeigt eine etwa um den Faktor 200 höhere Aktivität als die in der Leber lokalisierten Isoenzyme. Der Anteil am gesamten Ethanolabbau beträgt im Magen ungefähr fünf Prozent.
In der Leber wird der Hauptteil des Alkohols durch die Enzyme Alkoholdehydrogenase (ADH) und Katalase sowie das mikrosomale ethanoloxidierende System (MEOS-System) zunächst zu Acetaldehyd (Ethanal) abgebaut. Der weitere Abbau erfolgt oxidativ durch Aldehyd-Dehydrogenase 2 zu Essigsäure.
Die Essigsäure wird über den Citratzyklus und die Atmungskette in allen Zellen des Körpers unter Energiegewinnung zu Kohlenstoffdioxid veratmet. Die Leber kann bei hohem, regelmäßigem Konsum ihre Abbauaktivität in geringem Maße anpassen. Bei höherer Ethanolaufnahme ab etwa 50 g pro Tag oder bei chronischen Trinkern wird der Alkohol zusätzlich über das MEOS-System abgebaut. Dabei wird Ethanol in den Mikrosomen der Leberzellen durch Cytochrom P450 (CYP2E1) unter Sauerstoffverbrauch ebenfalls zu Acetaldehyd oxidiert. Dieser Effekt, gepaart mit einer Desensibilisierung des vegetativen Nervensystems, führt zu einer höheren Alkoholresistenz bei chronischem Alkoholkonsum. Diese Desensibilisierung durch Gewöhnung kann so weit gehen, dass Trinker mit zwei und mehr Promille keinerlei Verhaltensauffälligkeiten zeigen.
| Häufigkeit der inaktiven Aldehyd-Dehydrogenase (ALDH-2*) in verschiedenen ethnischen Populationen | Häufigkeit der inaktiven Aldehyd-Dehydrogenase (ALDH-2*) in verschiedenen ethnischen Populationen |
| ------------------------------------------------------------------------------------------------- | ------------------------------------------------------------------------------------------------- |
| Population                                                                                        | inaktive ALDH-2*                                                                                  |
| Mongolen (China)                                                                                  | 30 %                                                                                              |
| Zhuang (China)                                                                                    | 25 %                                                                                              |
| Han (China)                                                                                       | 45 %                                                                                              |
| Indonesier                                                                                        | 39 %                                                                                              |
| Japaner                                                                                           | 44 %                                                                                              |
| Südkoreaner                                                                                       | 27 %                                                                                              |
| Vietnamesen                                                                                       | 53 %                                                                                              |
| Ägypter, Deutsche, Israeli, Kenianer, Liberianer, Sudanesen, Ungarn, Türken                       | 0 %                                                                                               |

Das Zwischenprodukt Acetaldehyd ist für die sogenannten „Kater“-Symptome wie Kopfschmerzen, Übelkeit und Erbrechen mitverantwortlich. Der Abbau des Acetaldehyds wird durch Zucker gehemmt, daher ist der Kater bei süßen alkoholischen Getränken, insbesondere bei Likören, Bowlen und manchen Sektsorten besonders intensiv.

### Abbaurate
Die Abbaurate, ausgedrückt in g Ethanol/(h x kg Körpergewicht) durch die Alkoholdehydrogenase ist innerhalb gewisser Grenzen konstant. Sie beträgt bei Männern etwa 0,1 gEthanol pro Stunde und kg Körpergewicht, bei Frauen etwa 0,085 gEthanol pro Stunde und kg Körpergewicht. Die gemessenen Abbauraten für Männer lagen dabei zwischen 0,088 und 0,146 g/h und kg Körpergewicht. Der Alkohol einer 0,5-l-Flasche Bier mit 24 g Ethanol wird danach in zwei bis drei Stunden abgebaut.
{\displaystyle 0{,}1\,{\frac {\mathrm {g} }{\mathrm {h} \cdot \mathrm {kg} }}\cdot 80\,\mathrm {kg} =8\,{\frac {\mathrm {g} }{\mathrm {h} }}}
{\displaystyle {\frac {24\,\mathrm {g} }{8\,{\frac {\mathrm {g} }{\mathrm {h} }}}}=3\,\mathrm {h} }
Bei Männern findet sich eine leicht erhöhte Aktivität der gastrischen Alkoholdehydrogenase im Magen, mit der Folge einer geringfügigen Beschleunigung des Alkoholabbaus. Hochdosierte Aufnahme von Fructose kann bei manchen Menschen durch Unterstützung des Katalase-Ethanolabbaus zu einer schnelleren Metabolisierung führen. Andere Alkohole aus unsauber destillierten Spirituosen, die sogenannten Fuselöle, werden ebenfalls durch die Alkoholdehydrogenase und die Acetaldehyddehydrogenase abgebaut. Dieser Abbau tritt damit zum Abbau des Ethanols in Konkurrenz, welcher deshalb langsamer abgebaut wird. Bei einer schweren Alkoholsucht kann ein Alkoholprädelir mit Ethanol unterbrochen werden, um eine akute Zweiterkrankung ohne die sonst auftretenden Symptome behandeln zu können.
Das Abbausystem von Ethanol und Acetaldehyd ist genetisch determiniert. Der Abbau geschieht im menschlichen Körper vorwiegend durch die Alkoholdehydrogenasen ADH-1, ADH-2 und ADH-3 sowie die Aldehyd-Dehydrogenasen ALDH-1 und ALDH-2. Ist die Funktion eines oder mehrerer dieser Enzyme eingeschränkt oder fehlt sie völlig, so ist der Ethanolabbau im Körper nur vermindert möglich. Tritt das Defektallel ALDH-2×2 homozygot (reinerbig) auf, wird eine inaktive Form der Aldehyddehydrogenase 2 hergestellt. Träger dieses Defekts reagieren auf Ethanol mit starker Gesichtsrötung und Übelkeit sowie deutlicher Alkoholaversion. Ein Teil der asiatischen Bevölkerung hat eine inaktive Variante des Enzyms (ALDH-2*), welche sich von ALDH-2 in lediglich einer Aminosäure unterscheidet. Das hat zur Folge, dass Acetaldehyd nur langsam mit ALDH-1 zu Cytosol abgebaut wird. Darum ist die Konzentration von Acetaldehyd im Blut erhöht, was eine starke Gefäßerweiterung zur Folge hat (Flushing Syndrom). Parallel weisen betroffene schwere, katerähnliche Symptome auf.
Bei Menschen mit diesem Gendefekt entwickelt sich so gut wie nie eine Alkoholabhängigkeit. Mischerbigkeit (Heterozygotie) des Gens bewirkt eine vollständige Funktion des ALDH-2-Enzyms und damit eine normale Abbaurate. Die geringere Abbaurate führt aufgrund einer höheren Konzentration an giftigem Acetaldehyd zum sogenannten „Kater“ mit dem Hauptsymptom Übelkeit. Ebenfalls treten Defekte bei den Genen zur Codierung der Alkoholdehydrogenasen-1, -2 und -3 auf, die eine Verzögerung des Ethanolabbaus bewirken. In diesem Fall gibt es bei Reinerbigkeit jedoch keine direkten ausgeprägten negativen Symptome und keine Alkoholaversion.

### Blut- und Atemalkohol

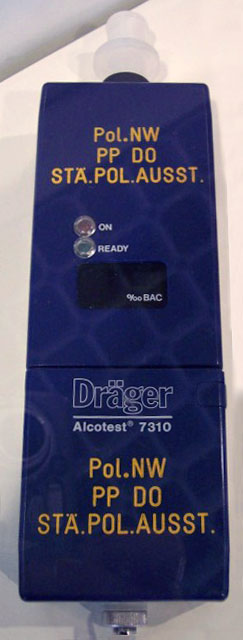
Gerät zur Atemalkoholbestimmung von Dräger

Ein objektives Maß für die alkoholische Beeinflussung stellt die Alkoholkonzentration im venösen Blutkreislauf und in der Atemluft dar, wobei nur begrenzte Aussagen über die physische Beeinträchtigung möglich sind, da diese stark von individuellen Einflüssen, insbesondere der Alkoholgewöhnung, abhängen.
Die Höhe der Blutalkoholkonzentration (BAK) beziehungsweise der Atemalkoholkonzentration (AAK) ist mit einer statistischen Wahrscheinlichkeit mit dem Risiko von Ausfallerscheinungen oder Unfällen gegenüber dem nüchternen Zustand verbunden, welche die Grundlage der gesetzlichen Promillegrenzen darstellen.

#### Berechnung
Zur Berechnung der theoretisch maximal erreichbaren BAK dient die Widmarkformel (nach Erik Widmark) oder die Methode nach Watson. Als Maßeinheit dient das Massenverhältnis Milligramm Alkohol pro Gramm Blut (mg/g), besser bekannt als Promillewert. Die Berechnung der Blutalkoholkonzentration nach Watson erfolgt bei Männern mit folgender Formel:
BAK = 0,8/(2,447 − 0,09516 × Alter in Jahren + 0,1074 × Größe in cm + 0,3362 × Gewicht in kg) × konsumiertem Alkohol in g
Die Deutsche Hauptstelle für Suchtfragen e. V. gibt zur Berechnung der Blutalkoholkonzentration folgende Formeln an:
- Männer: Getrunkener Alkohol (g) / (Körpergewicht (kg) × 0,7)
- Frauen: Getrunkener Alkohol (g) / (Körpergewicht (kg) × 0,6)

Diese Formel kann sich unter anderem durch Müdigkeit, Hunger oder höheres Alter verändern.

#### Entstehung
Die Atemalkoholkonzentration (AAK) kommt dadurch zustande, dass in den Lungenbläschen (Alveolen) ein Übergang des Alkohols aus dem arteriellen Blutkreislauf in die eingeatmete Luft erfolgt, womit beim Ausatmen Alkohol abgegeben wird.
Als Maßeinheit dient die Alkoholmenge in Milligramm pro Liter Atemluft (mg/l). Eine direkte Umrechnung von AAK in BAK ist nicht exakt möglich, da sich das Verhältnis zeitlich verändert. Daher existieren in der Bundesrepublik Deutschland zwei separate Grenzwerte, die juristisch gleichgesetzt sind und auf dem mittleren Verhältnis von 1:2000 von Gramm Alkohol pro Liter Blut zu Milligramm pro Liter Atemluft beruhen. Damit entsprechen 0,5 g/kg Blutalkoholkonzentration 0,25 mg/l Atemalkoholkonzentration. Umfangreiche grundlegende Forschungen zur Messung der Atemalkoholkonzentration wurden 1981 im damaligen Institut für Sozialmedizin und Epidemiologie des Bundesgesundheitsamtes durchgeführt.
Nach deutscher Rechtsprechung ist ein AAK-Wert nicht mit einem konstanten Umrechnungsfaktor in einen BAK-Wert konvertierbar. Die Schwankungsbreite der Umrechnungsquotienten beträgt vielmehr nach derzeitigen wissenschaftlichen Untersuchungen zwischen 0,740 und 3,290.

### Thermische Wirkung
Alkoholkonsum bewirkt situativ eine Betäubung, eine Stimulation oder einen Stimmungswandel. Er führt zu einer Erweiterung insbesondere der peripheren Blutgefäße. Daraus ergibt sich ein Wärmegefühl beim Konsum alkoholhaltiger Getränke. Dabei wird die natürliche Regulierung des Wärmehaushalts bei niedrigen Temperaturen außer Kraft gesetzt. Zugleich wirkt Alkohol betäubend, so dass bedrohliche Kälte nicht mehr wahrgenommen wird. Daher können Erfrierungen bis hin zum Kältetod die Folge winterlichen Alkoholkonsums sein. Dass Alkohol warm hält, ist also falsch.
Die Nutzung der gefäßerweiternden Wirkung von Alkohol bei einer ernsthaften Unterkühlung, nachdem der Patient in einen warmen Raum verbracht wurde, ist ebenfalls nicht möglich; ein unterkühlter Patient sollte immer vom Zentrum her aufgewärmt werden, beispielsweise mit warmen, nicht-alkoholischen Getränken.

## Toxikologie
Ethanol ist weder als giftig noch als gesundheitsschädlich eingestuft, wird aber von Pathologen zu den „obligat hepatotoxischen Stoffen“, also zu den Lebergiften, gezählt. Es gilt ein „direkter toxischer Effekt des Alkohols auf die Erythropoiese“, die Bildung roter Blutzellen, als gesichert. Pädiater nennen ihn eine „teratogene Noxe“, also ein die Leibesfrucht schädigendes Gift, und die Pharmakologen und Toxikologen sprechen von „akuter Vergiftung“ ab einer bestimmten Schwellendosis sowie von einer „chronischen Vergiftung“ beim Alkoholismus.
Bei der Betrachtung gesundheitlicher Auswirkungen konnte in den Studien kein signifikanter Unterschied zwischen einzelnen Getränkearten festgestellt werden.

### Auswirkungen je nach Menge

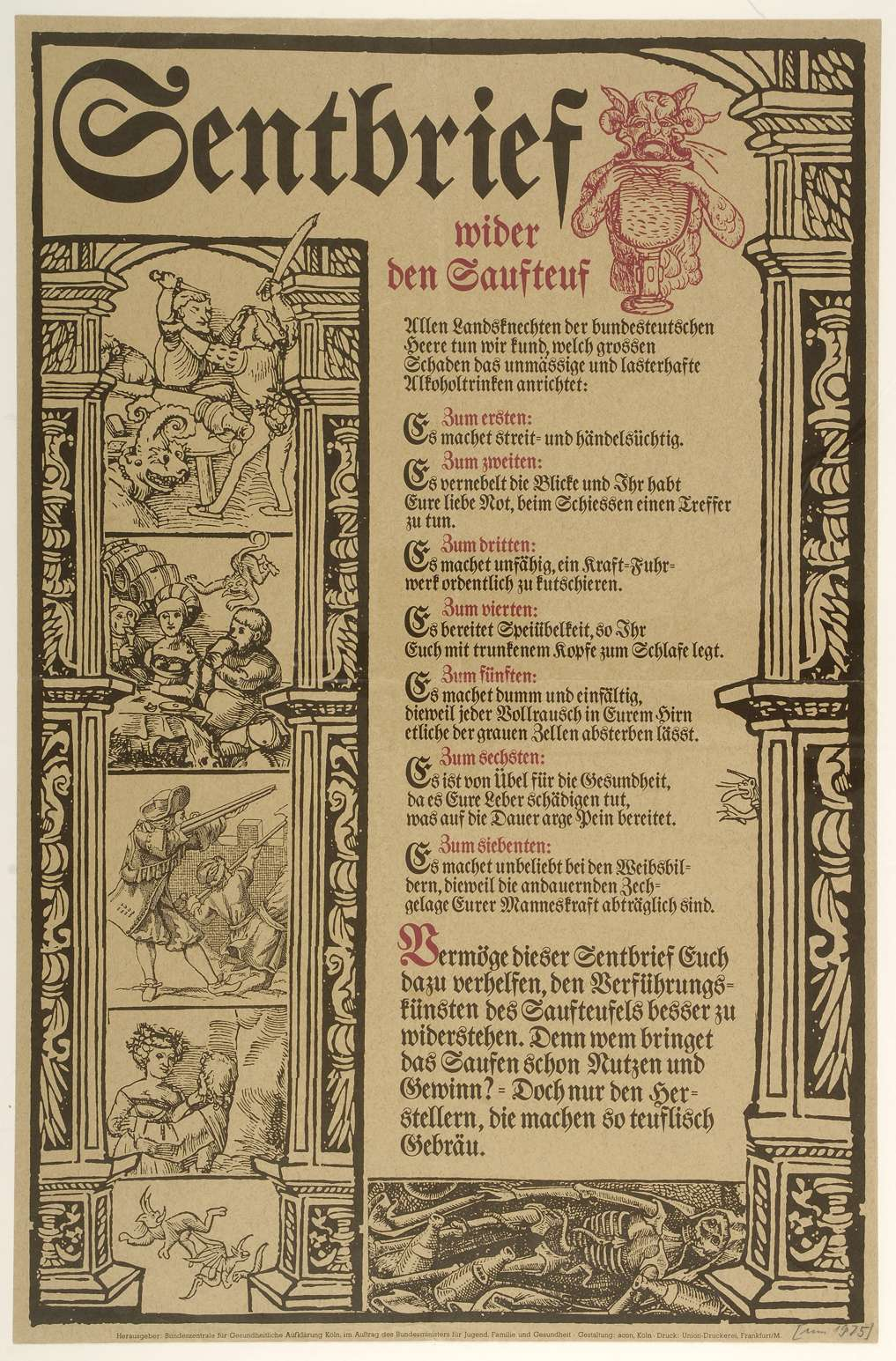
Plakat vom Bundesamt für Gesundheitliche Aufklärung in Köln (etwa 1975)

Es ist unumstritten, dass die gesundheitlichen Auswirkungen von Alkoholkonsum negativ sind, wenn er in größerer Menge und regelmäßig erfolgt. Medizinisch betrachtet ist allerdings auch der Konsum von geringen Mengen bereits schädlich. Alkoholkonsum wird daher in keiner Leitlinie empfohlen. Auch die Weltgesundheitsorganisation (WHO) erklärte 2023, beim Alkoholkonsum gebe es keine gesundheitlich unbedenkliche Menge. Das Risiko für die Gesundheit beginne schon beim ersten Tropfen jedes alkoholischen Getränks.
Einige ältere Studien hatten Hinweise auf eine kardioprotektive (herzschützende) Wirkung bei moderatem Alkoholkonsum zum Ergebnis. In ihnen ergab sich eine J-förmige Kurve, die einen positiven Effekt bei geringem Konsum darstellt. Bei diesen Studien wurden Nicht-Trinker jedoch falsch klassifiziert (bspw. wurden Personen, die aufgrund von Erkrankungen den Alkoholkonsum aufgeben mussten, als Nicht-Trinker klassifiziert, wodurch sich letztlich mehr Erkrankte in der Nicht-Trinker-Gruppe fanden). Korrigiert man diese falsche Klassifizierung, zeigen auch schon geringe Mengen Alkohol negative Wirkungen.
Einige der Studien, die Belege für singuläre gesundheitsfördernde Effekte ermittelt haben, waren nach Informationen der Wochenzeitung Die Zeit von der alkoholproduzierenden Industrie finanziert. Eine Arbeit, die von Alcohol Task Force der Stiftung International Life Sciences Institute finanziert wurde, deren Mitglieder die Konzerne Moët & Chandon, Allied Domecq, Brasseries Kronenbourg, Heineken und Diageo sind, schrieb 2005 dem Alkoholkonsum schützende Wirkung gegen Diabetes mellitus zu. In Deutschland wurden einige Studien von der Deutschen Weinakademie (DWA) in Auftrag gegeben, die von den Weinerzeugern finanziert wird. Alleine für die Pressearbeit im Inland wurden 160.000 Euro ausgegeben. Die französische Sopexa gab 800.000 Euro für deutsche Medien aus. 2011 wurde bekannt, dass am kardiovaskulären Forschungslabor der Universität von Connecticut Daten von etwa zwei Dutzend Studien gefälscht wurden, die einen positiven Effekt des Rotweinkonsums nachgewiesen zu haben behaupteten. Etliche Metastudien und Artikel in Fachjournalen hatten auf diese Daten Bezug genommen.
Vielfach wird in der medialen Betrachtung der angeblich positiven Wirkung außerdem nicht die stark erhöhte Gefahr für die Gesundheit durch andere Erkrankungen gegenübergestellt. Als Beispiel sei hier das signifikant erhöhte Krebsrisiko bereits bei geringem regelmäßigen Konsum erwähnt.

#### Klassifizierung
Die Klassifizierung des Alkoholkonsums erfolgt unter anderem nach der durchschnittlichen Trinkmenge. Die Spanne reicht dabei von primärer Abstinenz, also keinem oder sehr geringem Alkoholkonsum, über risikoarmen Alkoholkonsum und schädlichen Alkoholkonsum in Verbindung mit einem erheblichen Gesundheitsrisiko bis hin zu chronischem Konsum und Alkoholabhängigkeit. Da es beim Alkoholkonsum keine gesundheitlich unbedenkliche Menge gibt, ist die Aufteilung in „geringen Alkoholkonsum“ und „risikoarmen Alkoholkonsum“ allerdings kritisch zu betrachten.
Die Zuordnung der konsumierten Alkoholmengen zu den verschiedenen Klassen des Alkoholkonsums sind auch von Land zu Land unterschiedlich. Die Empfehlungen der Fachgesellschaften verschiedener Länder variieren bezüglich eines risikoarmen Konsums teilweise erheblich. In den Vereinigten Staaten beinhaltet die Definition des moderaten Konsums fast die dreifache Alkoholmenge der in Finnland definierten Menge.
Alkoholkonsum, der noch als risikoarm angesehen werden konnte, wurde im Jahr 2008 laut Seitz und Kollegen für Frauen auf maximal 12 Gramm pro Tag und für Männer auf 24 Gramm reiner Alkohol pro Tag festgelegt, wobei an zwei Tagen pro Woche gar kein Alkohol konsumiert werden darf.
Die British Medical Association (BMA) setzt die Schwelle zum riskanten Konsum auf 20 g für Frauen und 30 g für Männer fest.
| Konsum pro Tag nach der Weltgesundheitsorganisation | Frauen | Männer  | Frauen     | Frauen      | Männer     | Männer      |
| Konsum pro Tag nach der Weltgesundheitsorganisation | Frauen | Männer  | Bier (5 %) | Wein (12 %) | Bier (5 %) | Wein (12 %) |
| --------------------------------------------------- | ------ | ------- | ---------- | ----------- | ---------- | ----------- |
| risikoarmer Konsum                                  | 20 g   | 30 g    | 0,5 l      | 0,2 l       | 0,75 l     | 0,3 l       |
| riskanter Konsum                                    | > 20 g | > 40 g  | > 0,5 l    | > 0,2 l     | > 1,0 l    | > 0,4 l     |
| gefährlicher Konsum                                 | > 40 g | > 60 g  | > 1,0 l    | > 0,4 l     | > 1,5 l    | > 0,6 l     |
| hochgefährlicher Konsum                             | > 80 g | > 120 g | > 2,0 l    | > 0,8 l     | > 3,0 l    | > 1,25 l    |

Nach dem Klassifikationssystem ICD-10 der WHO wird Alkoholkonsum mit Problem in Bezug auf die Lebensführung mit der Ziffer Z72.1 kodiert, falls noch keine krankheitswertige Störung vorliegt. Liegt bereits eine Schädigung durch den Alkoholkonsum vor, soll mit F10.1 kodiert werden. Bei einer Alkoholabhängigkeit im Sinne einer Sucht wird F10.2 kodiert.

### Trunkenheit
Eine bestimmte Menge an konsumierten Alkohol führt zu einem als Trunkenheit bezeichneten Zustand. Der Konsum von verdünnten Lösungen von Ethanol in Wasser zeigt schon bei Konzentrationen von wenigen Volumenprozenten physische Effekte. Laut der Deutschen Hauptstelle für Suchtfragen e. V. (DHS) verändern sich die subjektive Wahrnehmung und das persönliche Verhalten bereits bei 0,2 Promille. Ab etwa 0,5–1 Promille Alkoholkonzentration im Blut folgen die typischen akuten Trunkenheitssymptome wie Schwindel, Übelkeit, Orientierungsstörung, Redseligkeit, erhöhte Emotionalität und gesteigerte Aggressivität. Die geistige Leistungsfähigkeit verringert sich. Dabei zeigen neue Studien, dass es dabei zu einer Verringerung der Aktivität der Gehirnregion kommt, die für das Erkennen von Gefahren benötigt wird.

### Alkoholvergiftung
Bei der Aufnahme noch größerer Mengen setzt eine akute Alkoholvergiftung ein. Bei einer akuten Alkoholvergiftung kann der noch im Magen befindliche Alkohol durch Herbeiführen von Erbrechen oder durch eine Magenspülung teilweise entfernt werden. Dabei wird nur der Teil des Alkohols ausgeschieden, der noch nicht in die Blutbahn gelangt ist. Jugendliche und Kinder reagieren hierbei viel sensibler auf Alkohol, bei Kleinkindern kann schon 0,5 Promille zum Koma oder dem direkten Tod führen. Besonders gefährlich ist der schnelle Konsum von hochprozentigen Spirituosen, da die Übelkeitsschwelle langsamer eintritt als ein lebensbedrohlicher Anstieg des Blutalkoholspiegels. Beim schnellen Trinken einer 0,5 liter Flasche Schnaps – sie enthält 150–200 ml Ethanol –  kann auch bei Erwachsenen durch Lähmung des Hirnstammzentrums ein tödlicher Kollaps eintreten.
Ferner kann eine zusätzliche Vergiftung drohen, wenn das Genussmittel mit größeren Mengen an Nebenprodukten verunreinigt ist wie z. B. Methanol, die bei der den Spirituosen zugrundeliegenden Destillation angereichert werden können.

### Mangelsymptome
Regelmäßiger Alkoholkonsum kann zu Mangelerscheinungen verschiedener Vitamine, Körperelektrolyte und Spurenelemente führen. So waren bei Patienten mit alkoholischer Lebererkrankung die fettlöslichen Vitamine Retinol (Vitamin A), Cholecalciferol (Vitamin D) und Tocopherol (Vitamin E) in Leber, Blut und gesamtem Organismus deutlich reduziert. Retinol wird dabei in Anwesenheit von Ethanol verstärkt metabolisiert, wobei teils Karzinogene entstehen. Der Vitamin-D-Mangel zeigt sich in verstärktem Auftreten von Frakturen und Osteoporose bei Alkoholkranken. Bei den E-Vitaminen, die aus verschiedenen Isomeren des Tocopherols bestehen, induziert Ethanol eine Verschiebung des Anteils vom α- zum sehr viel schwächer wirksamen γ-Isomer und damit Mangelsymptome. Alle wasserlöslichen Vitamine treten bei Alkoholismus vermindert auf, wobei vorwiegend Thiamin (Vitamin B1), Pyridoxin (Vitamin B6) und Folsäure betroffen sind. Alkoholaufnahme vermindert die Resorption von Vitamin B1 im Dünndarm und stört die Aktivierung des Thiamins durch Hemmung seiner Phosphorylierung. Dies kann – insbesondere bei gleichzeitiger Aufnahme von Diuretika – zu einem Herzversagen führen. Ethanol blockiert die Bildung von Pyridoxal-5-Phosphat aus Vitamin B6, das im Organismus durch das aus Alkohol entstehende Ethanal zerstört wird. Folsäure wird ebenfalls vermindert resorbiert; ein Mangel bewirkt wiederum eine niedrigere Aufnahme von Thiamin im Darm. Der Folsäuremangel führt bei Alkoholkranken zu den stärksten akuten Symptomen wie Blutbildungsstörungen (makrozytäre Anämie), neuronale Störungen (Vergesslichkeit und Schlafstörungen) sowie Fötusmissbildungen bei Schwangeren. Starker Alkoholkonsum kann ebenfalls einen Mangel wichtiger Elektrolyte und Spurenelemente, vorwiegend von Zink, Magnesium und Selen verursachen. Zinkmangel bedingt dabei eine Verstärkung der Giftigkeit des Ethanols, da das Enzym Alkoholdehydrogenase, welches Ethanol im Körper abbaut, abhängig von Zink ist.

### Alkoholkonsum in der Schwangerschaft

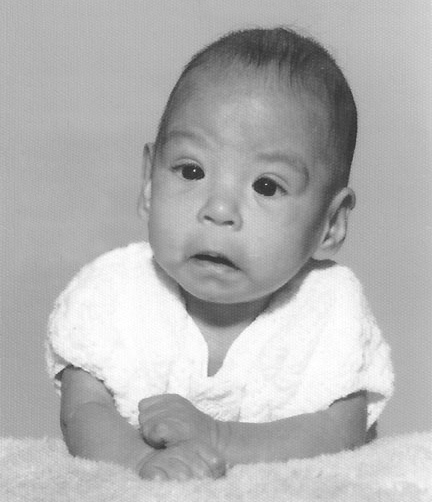
Baby mit typischen Gesichtsmerkmalen des fetalen Alkoholsyndroms: kleine Augen, glattes Philtrum („Falte“ zwischen Nase und Mund), schmale Oberlippe

Alkoholkonsum der Mutter während der Schwangerschaft kann bereits in kleinen Mengen zum sogenannten fetalen Alkoholsyndrom (FAS) führen. Dieses ist häufig durch eine Beeinträchtigung der geistigen Entwicklung des Kindes sowie körperliche Fehlbildungen wie zum Beispiel Herzfehler gekennzeichnet. Jedes Jahr werden in Deutschland etwa 10.000 alkoholgeschädigte Kinder geboren, davon 4000 Kinder mit dem Vollbild des fetalen Alkoholsyndroms.
Einer Studie der Berliner Charité zufolge konsumieren 58 Prozent aller Schwangeren gelegentlich alkoholische Getränke. Andere Studien beziffern den Anteil der Frauen, die während der Schwangerschaft Alkohol konsumieren, immerhin noch auf 20 %.
Alkoholkonsum in der Schwangerschaft ist in Deutschland nicht strafbar.

### Wirkungen auf Nervensystem und Gehirn
Die akuten Wirkungen des Ethanols beruhen vorwiegend auf einer Störung von Nervenzellen und des Zentralnervensystems. Die Beeinflussung beruht mit hoher Wahrscheinlichkeit auf der Einlagerung von Ethanol in Membranproteine, wodurch deren Funktion gestört wird. Besonders empfindlich für Ethanol sind verschiedene Ionenkanäle. Es stimuliert dabei die GABA-Rezeptoren in Gehirn und Nervensystem und hemmt die NMDA-Rezeptoren. Dies führt generell zu einer Hemmung der Reizübertragung im zentralen Nervensystem und gleichzeitig zu Sensibilitätssteigerung und nachfolgend dosisabhängig zur Enthemmung sowie zur Beeinflussung des Gleichgewichtssinns, des Sehvermögens (verengtes Blickfeld, Tunnelblick) und der Muskelkontrolle bis hin zu aggressivem Verhalten. Größere Mengen wirken akut betäubend und können zu Erinnerungslücken führen. Weiterhin könnte Ethanol möglicherweise den programmierten Zelltod von sich entwickelnden Gehirnzellen über eine komplexe Wirkungskette auslösen. Dies beginnt bei der Wirkung auf GABA- und NMDA-Rezeptoren, welche über eine Auflösung der Mitochondrien-Membran die Freisetzung von Cytochrom c und die Aktivierung verschiedener Caspasen verursachen könnte. Diese Peptidasen bewirken unter anderem die Zerstörung des Zellkerns und der DNA und damit den Tod der Zelle.
Abhängig von der aufgenommenen Menge und damit der Konzentration im Blut bewirkt Ethanol eine Erhöhung der Durchlässigkeit der Blut-Hirn-Schranke. Bei chronischem Alkoholkonsum ist eine Schädigung der Blut-Hirn-Schranke nachgewiesen, was als wesentlicher Faktor für die Entstehung verschiedener neurodegenerativer Erkrankungen gelten könnte. Durch neuropathologische Untersuchungen von Alkoholabhängigen und durch Tierversuche wurde versucht, dies zu belegen, jedoch können Ergebnisse aus Tierversuchen nicht eins zu eins auf den Menschen übertragen werden.

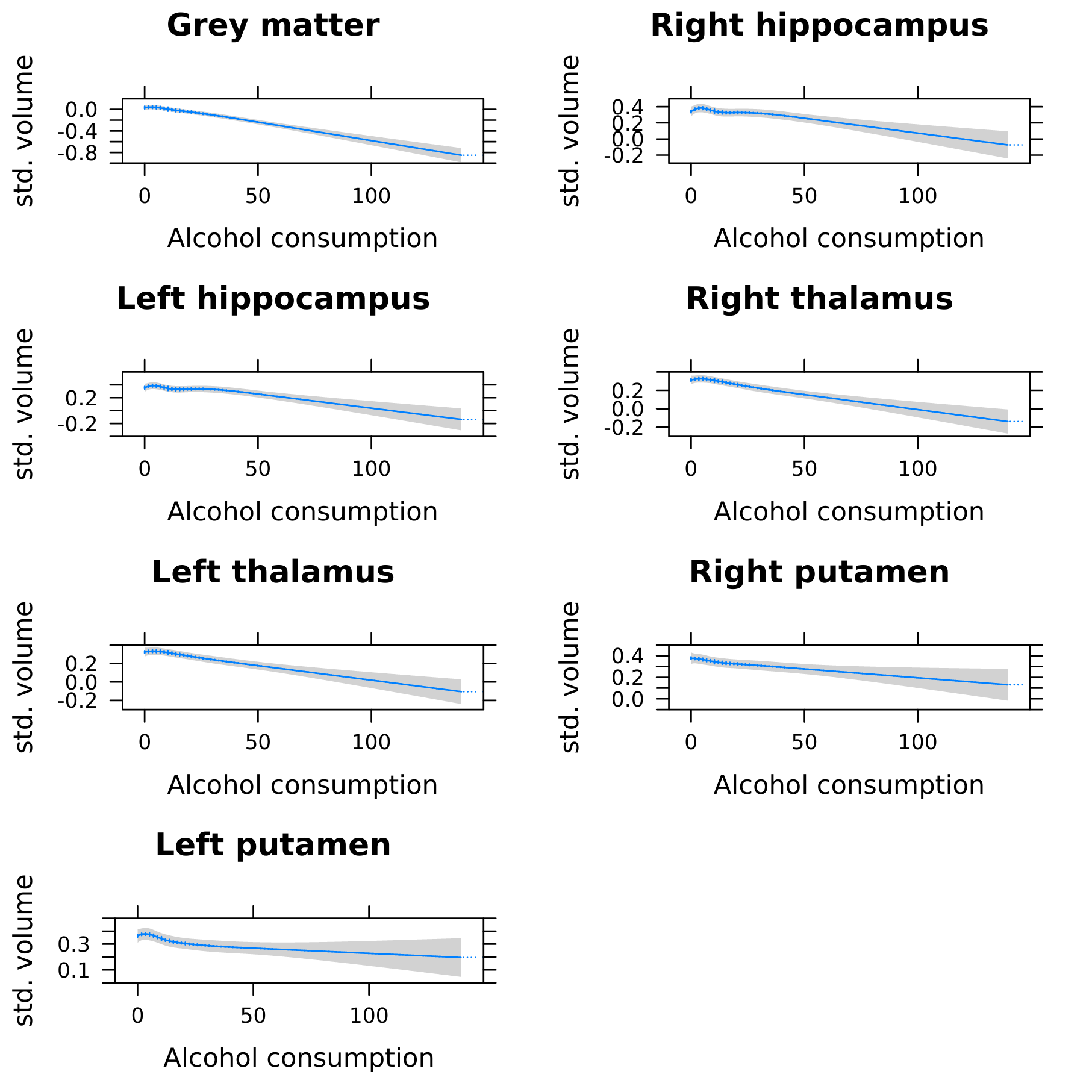
Langfristige Auswirkungen von Alkoholkonsum auf das Gehirn (Einheiten/Woche); laut MRT-Daten von über 25.000 Personen mit einem Alter von 54,9±7,4 Jahren schadet Alkohol dem Gehirn selbst bei geringem Konsum.

In einer Studie mit etwa 2800 Personen, die mindestens 55 Jahre alt waren, wurden zunächst zwischen 1987 und 1989 die Daten der Personen erfasst. Von 1993 bis 1995 wurden bei noch rund 1900 der Versuchspersonen über eine Kernspintomographie die Schädigungen des Gehirns ermittelt. Bei der Datenaufnahme waren die Probanden je nach Alkoholkonsum in fünf verschiedene Gruppen eingeteilt worden. Dabei zeigte sich, dass bereits bei geringem regelmäßigen Alkoholkonsum das Hirngewebe schrumpfte. Dagegen war kein Zusammenhang zwischen der Menge des konsumierten Alkohols und der Anzahl von Hirn- oder Herzinfarkten nachweisbar.
Chronische Aufnahme von Alkohol steigert den Serumspiegel der toxischen Aminosäure Homocystein. Dies wurde mit alkohol-assoziierter Hirnatrophie, mit Alkoholentzugsanfällen und alkohol-assoziierten kognitiven Einbußen in Verbindung gebracht.

### Wirkungen auf den Darm und das menschliche Mikrobiom
Ethylalkohol hat antibakterielle Eigenschaften und wirkt in höherer Konzentration bakterizid. Dies wirkt sich jedoch beim Alkoholkonsum in der Regel nicht aus, da in Wasser gelöstes Ethanol erst ab einem Alkoholgehalt von 70 % bakterizide Eigenschaften besitzt. Dies macht man sich bei Desinfektionsmitteln zunutze. Die meisten alkoholischen Getränke haben jedoch einen Alkoholgehalt zwischen etwa 5 und 40 %. Trotzdem kommt es beim Konsum zu akuten Störungen der Funktion des Magen-Darm-Kanals, die sich zumeist in Form von Durchfall äußern. Chronischer Alkoholkonsum kann zu einer Dysbiose (bakterielle Fehlbesiedlung des Dünndarms) führen oder zu einer solchen beitragen. Dies kann jedoch nicht hinreichend durch Ethanol selber erklärt werden.
Verantwortlich dafür könnte das Abbauprodukt des Ethanols, Acetaldehyd (Ethanal), sein. Es wirkt mutagen auf menschliche Zellen, da es leicht Bindungen mit der DNA eingeht. Aufgrund dieser Eigenschaft kann über die Bildung von sogenannten DNA-Addukten (Komplexbildungen) der Tod von Bakterienzellen induziert werden.
Dieser Effekt ist schädlich, sofern nützliche Bakterienzellen hiervon betroffen sind, kann aber in Einzelfällen auch durchaus nützlich sein, sofern pathogene Erreger erfasst werden. Starker Alkoholkonsum senkt bei gleichzeitigem Verzehr von mit Salmonellen vergifteten Lebensmitteln das Risiko einer Salmonellen-Lebensmittelvergiftung.
Hoher Alkoholkonsum in kurzer Zeit, insbesondere der Konsum von hochprozentigen Spirituosen, kann unter anderem zu einer akuten Darmschleimhautentzündung führen. Ebenso kann sich die Magenschleimhaut akut entzünden, wie auch die Mundschleimhaut. Nach Beendigung des akuten Konsums heilt die Entzündung in der Regel innerhalb der nächsten 24 Stunden aus. Je nach Ausmaß der Entzündung und insbesondere bei immungeschwächten Personen (z. B. bei systemischer Anwendung von Glukokortikoiden) kann der Heilungsprozess zum Teil erheblich verzögert sein.
Untersuchungen in Cell Host & Microbe zeigen, dass ein langjähriger Alkoholkonsum der Leber möglicherweise nicht nur direkt toxische Schäden zuführt. Da es zu einer chronischen Schädigung der Darmschleimhaut kommt, wird das Eindringen von Krankheitserregern in die Leber begünstigt. In einer anderen Studie konnte ein Team um Bernd Schnabl von der San Diego School of Medicine zeigen, dass ein regelmäßiger Alkoholkonsum die Bildung von sogenannten REG3-Proteinen im Darm vermindert. Es handelt sich um natürliche Antibiotika, die von Darmbewohnern produziert werden und dem Schutz vor pathogenen Erregern dienen. Ebenso folgt aus einer verminderten Produktion von REG3-Proteinen eine Veränderung des Mikrobioms. Forscher konnten weiterhin zeigen, dass im Tierversuch Mäuse, denen das Gen für die Bildung von REG3-Proteinen fehlt, bei einem Alkoholkonsum schneller eine entzündliche Fettleber (Steatohepatitis), eine Vorstufe der Leberzirrhose, entwickelten.

### Auswirkungen auf Sexualität und Fruchtbarkeit
Alkoholkonsum hat Auswirkungen auf Sexualität und Fruchtbarkeit. Ethanol erzeugt eine Erhöhung des Östrogenspiegels im Blut der Frau, was in Mengen ab 0,5–1 ‰ zu Fertilitätsstörungen führen kann. Beim Mann bewirkt dieselbe Menge Ethanol (zwei Gläser Wein oder eine Flasche Bier) eine Verringerung der Sperma-Menge und des Anteils von normalen Spermien um bis zu 34 %. Dies wird durch die von Ethanol erzeugte Reduktion der Testosteronproduktion beim Mann begründet. Aufnahme größerer Mengen kann bis zur Hodenatrophie führen. Alkoholkonsum führt zwar zu einer Enthemmung, speziell bei Männern zu einer Steigerung der Libido. Parallel dazu verringert sich ab circa 0,4 ‰ die Erektionsfähigkeit bis hin zur völligen erektilen Dysfunktion.

### Gewichtszunahme
Während leichter bis moderater Alkoholkonsum generell nicht mit Gewichtszunahme verbunden ist, trägt starker Alkoholkonsum (>30 g Alkohol pro Tag) zu Gewichtszunahme und Adipositas bei. Auf der anderen Seite konnte in Laboruntersuchungen festgestellt werden, dass Alkohol ein Nährstoff ist, der vom Körper effizient verwertet wird, dessen Nahrungsenergie also von Bedeutung ist. Dieser Widerspruch wurde als „Rätsel“ und in vielerlei Hinsicht als paradox bezeichnet. Es gibt keine Hinweise darauf, dass der Einfluss auf Adipositas abhängig von der Art der Getränke ist. Alkoholkonsum kann – besonders bei Männern – zu verstärkter Fettanlagerung im Bauchbereich führen. Die verbreitete Ansicht, dass besonders Bier dazu führe („Bierbauch“) oder der Effekt bei Wein nicht auftrete, trifft nicht zu. Wahrscheinlicher erscheint, dass diese Wahrnehmung durch andere Aspekte des Lebensstils von Biertrinkern zu erklären ist. Ob Alkohol trotz fehlenden Hungergefühls zu gesteigerter Nahrungsaufnahme führt, ist unklar. Alkohol kann jedoch zu einer verstärkten Wahrnehmung des Appetits führen.

### Krebsrisiko
Übermäßiger Konsum von Alkohol kann neben teils unheilbaren Erkrankungen wie Leberzirrhose und Nervenerkrankungen viele Krebsarten (wie Magenkrebs und Speiseröhrenkrebs) erzeugen.
Die Internationale Agentur für Krebsforschung (IARC, „International Agency for Research on Cancer“) hat im Februar 2007 durch eine internationale Arbeitsgruppe eine Neubewertung der Folgen des Konsums alkoholischer Getränke vorgenommen und aus folgenden Gründen pauschal „Ethanol in alkoholischen Getränken“ als karzinogen für den Menschen (Gruppe 1) eingestuft: Das Vorkommen von malignen Tumoren von Mundhöhle, Rachenhöhle, Kehlkopf, Speiseröhre, Leber, weiblicher Brust und Colorectum steht in kausalem Zusammenhang mit dem Konsum alkoholischer Getränke, wie zahlreiche Studien zeigen. Gegenüber der früheren Bewertung im Jahre 1988 sah es die IARC-Arbeitsgruppe als gesichert an, dass Ethanol und nicht andere Bestandteile oder Kontaminanten für die Karzinogenität von alkoholischen Getränken verantwortlich ist. Das Krebsrisiko steigt generell mit der aufgenommenen Alkoholmenge. Ein Zusammenhang mit der Art des aufgenommenen Alkohols (Bier, Wein oder Spirituosen) konnte nicht hergestellt werden. 2016 zeigte eine Metastudie, dass es starke Hinweise darauf gibt, dass Alkoholkonsum ursächlich verantwortlich für Rachen-, Speiseröhren-, Leber-, Dickdarm-, Mastdarm-, Brust- und Kehlkopfkrebs ist und dass angenommen werden kann, dass Alkoholkonsum 2012 für 5,8 % aller Krebstode weltweit verantwortlich zu machen war.
Der World Cancer Research Fund und das American Institute for Cancer Research empfehlen, den täglichen Alkoholkonsum bei Frauen auf ein, bei Männern auf zwei Getränke zu begrenzen (10–15 g Ethanol pro Getränk; circa 10 g sind in 30 ml Schnaps, 330 ml Bier oder 100 ml Wein enthalten). Die Bezugsgröße ist der Tag, da gelegentlicher Konsum (beispielsweise sieben Getränke am Wochenende und keines wochentags) gesundheitsschädlicher ist als der gleichmäßig verteilte Konsum derselben Menge (beispielsweise ein Getränk jeden Tag). Beim Mammakarzinom konnte kein Schwellenwert festgelegt werden; die Nurses’ Health Study zeigte, dass schon bei einem geringen Konsum von 5–15 Gramm Alkohol täglich das Erkrankungsrisiko deutlich erhöht ist.
Die karzinogene Wirkung entsteht durch das Ethanal, zu dem Ethanol in der Leber abgebaut wird. Das Ethanal wird durch Polyamine zu Crotonaldehyd umgewandelt, welches wiederum die DNA zerstört.

### Abhängigkeit
Alkoholkonsum kann eine starke psychische und körperliche Abhängigkeit erzeugen.
In Deutschland gelten bis zu 1,3 Millionen Menschen als alkoholabhängig; insgesamt konsumieren etwa 9,5 Millionen Menschen Alkohol in gesundheitsbedenklichen Mengen.
Bei regelmäßigem Alkoholkonsum, der zu einer Abhängigkeit (Alkoholkrankheit) führen kann, werden alle Zellen des Körpers geschädigt. Insbesondere leiden das Nervensystem und Gehirn sowie die Leber. Der Vitamin-B1-Stoffwechsel wird durch langanhaltenden Alkoholkonsum geschädigt und kann eine Polyneuropathie auslösen. Epilepsie, Alkoholpsychosen, soziale Vereinsamung und der frühe Tod können die Folge sein. Die Wernicke-Enzephalopathie findet sich bei etwa 15 % der verstorbenen Alkoholiker und bildet zusammen mit dem Korsakow-Syndrom das Wernicke-Korsakow-Syndrom. Bekannt ist die Schädigung des Zentralnervensystems beim Delirium tremens. Diese Nervenerscheinung tritt beim Alkoholentzug des Körpers auf.

### Krankheiten nach ICD-10
- Alkoholvergiftung (F10.0 akute Alkoholintoxikation)
- Alkoholabhängigkeit (F10.2 Abhängigkeitssyndrom)
- Alkoholentzugssyndrom ohne (F10.3) bzw. mit Delir (F10.4)
- Alkoholpsychose (F10.5x Psychotische Störung):
  - Alkoholischer Eifersuchtswahn (F10.51)[121]
  - Alkoholhalluzinose (F10.52)[121]
- Korsakow-Syndrom (F10.6 amnestisches Syndrom): Störungen im Bereich des Kurz- und Langzeitgedächtnisses. Eine Störung des Immediatgedächtnisses (z. B. unmittelbares Merken von Zahlen), ein Delir oder ein allgemeiner intellektueller Verfall (Demenz) liegen nicht vor.
- Restzustand und verzögert auftretende psychotische Störung (F10.7): Hierunter fallen Störungen im Zusammenhang mit Alkohol wie z. B. das chronische hirnorganische Syndrom bei Alkoholismus, Demenz und andere leichtere Formen anhaltender Beeinträchtigung der kognitiven Fähigkeiten, anhaltende Persönlichkeits- und Verhaltensänderungen, aber auch verzögert auftretende psychotische Störungen oder Nachhallzustände (Flashbacks).

### Todesursache Alkoholmissbrauch
Laut des Robert Koch-Instituts wurde in Deutschland im Jahr 2014 bei 14.095 verstorbenen Erwachsenen (20,8 von 100.000 Einwohnern) eine alkoholbedingte Todesursache festgestellt.
Nach Angaben des Statistischen Bundesamts starben in Deutschland im Jahr 2005 mehr als 16.000 Menschen durch Alkoholmissbrauch; dies entspricht zwei Prozent aller Sterbefälle.
Die häufigste alkoholbedingte Todesursache ist die alkoholische Leberzirrhose. Im Jahr 2010 ließen sich 8291 von 15.031 alkoholbedingten Sterbefällen darauf zurückführen.
Eine Krankheit, die außer durch Gallensteinleiden insbesondere durch Alkoholkonsum ausgelöst wird, ist die akute Pankreatitis (Bauchspeicheldrüsenentzündung). Bei der milden Form liegt die Mortalitätsrate unter 1 %, bei der schweren Form kann sie aber – je nach Komplikationen – auf über 50 % ansteigen.
Eine internationale Studie der Weltgesundheitsorganisation WHO aus dem Jahr 2011 weist für 2004 eine weltweite durchschnittliche Sterbequote durch Alkoholmissbrauch von 3,1 % aus, davon 6,6 % bei Männern und 1,1 % bei Frauen. Dem Bericht der WHO zufolge starben in Deutschland im Jahr 2005 außerdem von 100.000 Einwohnern 11,5 Männer und 3,6 Frauen durch alkoholbedingte Straßenverkehrsunfälle.
Nach Angaben der Bundesregierung (2015) sterben in Deutschland jährlich 74.000 Menschen an den direkten und indirekten Folgen ihres Alkoholmissbrauchs. Gleichzeitig wird von einem jährlichen Pro-Kopf-Verbrauch von zehn Litern reinen Alkohols pro Person (Bevölkerung ab 14 Jahren) ausgegangen, was somit einem Todesopfer auf 9.533 konsumierte Liter reinen Alkohols entspricht.
Eine 2018 in The Lancet veröffentlichte Metaanalyse gibt an, dass Alkoholkonsum weltweit für 2,2 Prozent aller Todesfälle bei Frauen und 6,8 Prozent aller Todesfälle bei Männern verantwortlich sei. In der Altersgruppe 15–49 Jahre war Alkoholkonsum sogar für nahezu 10 % aller Todesfälle verantwortlich.
Die letale Dosis (LD) liegt etwa bei 3,0 bis 4,0 Promille für Trinker mit niedriger Toleranz gegenüber Alkohol. Bei Alkoholabhängigen in erfolgreicher Krankenhausbehandlung werden häufig höhere Werte bis etwa 5,5 Promille gemessen, der Höchstwert in Deutschland liegt bei 8,1 Promille. In Polen sollen einmal 12,3 Promille gemessen worden sein, diese Zahl wird allerdings angezweifelt. Die LD50 beträgt für die Ratte 7060 mg/kg bei oraler Applikation.

### Schädlichkeit

Vergleich von Abhängigkeitspotential und Verhältnis zwischen geschätzter Aufnahme und tödlicher Dosis verschiedener Drogen.

Das Internationale Krebsforschungszentrum (IARC) hat Alkohol bereits vor Jahrzehnten als Karzinogen der Gruppe 1 (höchste Risikogruppe) eingestuft. Auf dieser Stufe befinden sich ebenfalls Asbest, Strahlung und Tabak.
Forschende verglichen unterschiedliche Drogen auf ihr Verhältnis von der durchschnittlich konsumierten Dosis zu der letalen Dosis mit Hilfe des sogenannten MOE-Ansatzes (Margin of Exposure). Alkohol wies eine kleinere Spanne zwischen konsumierter und tödlicher Dosis auf als Koffein, Cannabis oder Marihuana. Auf Bevölkerungsebene wurde Alkohol als einzige untersuchte Droge in die Kategorie „hohes Risiko“ gestuft.
Nach einer 2010 durchgeführten Studie zur Neubewertung diverser psychotroper Substanzen ist Alkohol nach Crack, Heroin und Methamphetamin die für den Einzelnen, gemessen an Suchtpotential und gesundheitsschädigender Wirkung, viertschädlichste Droge unter den Rauschmitteln. Gemessen am Schaden für andere und damit auch in der Gesamtbewertung wird Alkohol als schädlichste Substanz eingeschätzt. Die Ergebnisse der Studie wurden im Fachjournal The Lancet veröffentlicht. Nachfolgestudien mit ähnlichen Ergebnissen für Alkohol erschienen 2015 und 2023 im Journal of Psychopharmacology.

### Wechselwirkungen
Problematisch ist die Kombination von Alkohol mit Medikamenten und anderen Drogen. Hier gibt es vielfältige Wechselwirkungen, die zu einer vorzeitigen und intensiveren Beeinträchtigung als bei reinem Alkoholkonsum führen können. Das beim Alkoholabbau gebildete Cytochrom P450 2E1 kann die Wirksamkeit von Medikamenten durch deren Abbau beeinträchtigen. Viele der „Drogentoten“ starben an einem Mischkonsum mit Alkohol; in Österreich etwa waren im Suchtbericht für 2011 92 % der Todesfälle durch den Konsum von Drogen in Verbindung mit Alkohol und/oder Medikamenten bedingt.

## Gesetzliche Beschränkungen

### Einschränkungen

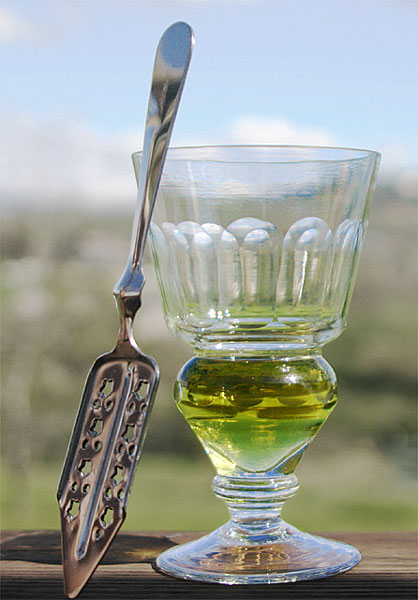
Reservoirglas mit natürlich gefärbtem Absinth und Absinthlöffel

Zur Steuerung des Gesamtalkoholkonsums stehen dem Gesetzgeber verschiedene Möglichkeiten zur Verfügung. Dazu zählen die gesetzliche Einschränkung der Verfügbarkeit zum Beispiel durch Reduzierung der Laden- und Ausschank-Öffnungszeiten oder der Anzahl der Betriebe, die Alkohol verkaufen dürfen. Auch durch die Erhebung von Gebühren, die Ausstellung von Lizenzen oder Prüfungen für die Erteilung von Bewilligungen für den Alkoholverkauf, die Einführung eines gesetzlichen Mindestalters sowie die Erhöhung der Alkoholsteuer kann der Gesamtalkoholkonsum beeinflusst werden. Weiterhin kann der Staat die Werbung für Alkoholkonsum einschränken, wobei es in Europa bisher keine einheitliche gesetzliche Regulierung der Alkoholwerbung gibt. In den meisten Ländern existieren jedoch Maßnahmen, welche die Werbeinhalte und -formen sowie Einschränkungen der Platzierung in den verschiedenen Medien regeln.
Das deutsche Gaststättenrecht schreibt in § 6 Gaststättengesetz vor, dass als preiswertestes Getränk – auf Grundlage des hochgerechneten Preises für einen Liter – ein nichtalkoholisches angeboten werden muss.
Schottland führte am 1. Mai 2018 für alkoholische Getränke wie Whisky oder Wein einen gesetzlichen Mindestpreis bezogen auf die Menge an purem Alkohol ein.

### Verbote
In einigen Ländern, insbesondere in islamischen, ist Alkoholkonsum gesetzlich verboten. Getränke wie Absinth sind oder waren bis vor kurzer Zeit wegen ihres angeblich erhöhten Gefahrenpotentials in vielen europäischen Ländern verboten. Während der amerikanischen Prohibitionszeit von 1920 bis 1933 war der Verkauf von Alkohol in den USA gesetzlich verboten. Dies führte zur massenhaften Entstehung von illegalen Kneipen (Speakeasies) und zum Aufblühen der organisierten Kriminalität. Durch die Gemeindeautonomie gibt es in den USA nach wie vor Landkreise, in denen der Verkauf, die Bewerbung und der öffentliche Konsum von Alkohol verboten sind. Diese Gemeinden werden als Dry County (trockener Landkreis) bezeichnet.

### Jugendschutz
Um den Alkoholkonsum von Jugendlichen einzuschränken, dürfen in Deutschland nach dem Jugendschutzgesetz alkoholische Getränke nicht an Personen unter 16 Jahren und Getränke, die Branntwein in mehr als nur geringfügigen Mengen enthalten, teilweise erst an Konsumenten nach Vollendung des 18. Lebensjahres abgegeben werden (§ 9 Abs. 1 JuSchG). Das öffentliche Konsumieren von nicht-branntweinhaltigen alkoholischen Getränken ist ab 14 Jahren in Begleitung von Erziehungsberechtigten gestattet, es gibt darüber hinaus keine Beschränkung. In der Schweiz sind die entsprechenden Vorschriften mangels eines einheitlichen Jugendschutzgesetzes in der Eidgenössischen Lebensmittelverordnung sowie dem Bundesgesetz über die Gebrannten Wasser zu finden. Die Lebensmittelverordnung verbietet die Abgabe und den Verkauf alkoholischer Getränke an Jugendliche unter 16 Jahren. Des Weiteren verbietet das Bundesgesetz über die gebrannten Wasser die Abgabe und den Verkauf von „gebrannten Wassern“ (def. „gebrannte Wasser“: Spirituosen, sowie Bier und Wein mit mehr als 15 Vol.-%, und Naturwein mit mehr als 18 Vol.-%) an Minderjährige unter 18 Jahren. Diese Bestimmungen gelten einheitlich für die gesamte Schweiz, mit Ausnahme des Kantones Tessin, wo seit 1989 der Verkauf und Ausschank alkoholischer Getränke an Minderjährige unter 18 Jahren generell verboten ist. In Österreich ist der Jugendschutz nach den dortigen Jugendschutzgesetzen Ländersache und relativ komplex, da die Altersgrenze für Jugendliche sowie die Prozentgrenze zwischen hochprozentigen, gebrannten Alkoholika und niedrigprozentigen alkoholischen Getränken vom Bundesland abhängt oder teils gar nicht fest definiert ist. Folgende Tabelle stellt die Bestimmungen spezifisch dar; die Jahresangaben gelten „ab dem vollendeten Lebensjahr“:
| Bundesland/ -länder                | Erwerb- und Konsumverbot vor Erreichen der Altersgrenze              | Alkohol erlaubt ab | Vol-%- Grenze | Gebrannter Alkohol erlaubt ab | Q        |
| ---------------------------------- | -------------------------------------------------------------------- | ------------------ | ------------- | ----------------------------- | -------- |
| Wien, Niederösterreich, Burgenland | an allgemein zugänglichen Orten und bei öffentlichen Veranstaltungen | 16                 | n. def.       | 18                            | [ 145 ]  |
| Steiermark                         | Ja                                                                   | 16                 | n. def.       | 18                            | [ 145 ]  |
| Kärnten                            | Ja                                                                   | 16                 | n. def.       | 18                            | [ 145 ]  |
| Oberösterreich                     | Ja                                                                   | 16                 | n. def.       | 18                            | [ 145 ]  |
| Salzburg                           | Ja                                                                   | 16                 | n. def.       | 18                            | [ 145 ]  |
| Tirol, Vorarlberg                  | in der Öffentlichkeit                                                | 16                 | n. def.       | 18                            | , Tirol: |

Andere Länder – beispielsweise die meisten Bundesstaaten der USA – sehen als Mindestalter zum öffentlichen sowie privaten Konsum von Alkohol das vollendete 21. Lebensjahr vor.

## Kriminalität unter Alkoholeinfluss
Alkoholkonsum hat einen bedeutenden Einfluss auf die Kriminalität. Neben Widerstand gegen die Staatsgewalt werden vorwiegend Gewaltverbrechen häufig unter Alkoholeinfluss begangen. Hierbei ist der Alkoholkonsum insbesondere bei Männern häufig ein ursächlicher Faktor.
Laut Polizeilicher Kriminalstatistik standen unter Alkoholeinfluss:
| Straftat                                                              | Prozentualer Anteil Tatverdächtige |
| --------------------------------------------------------------------- | ---------------------------------- |
| Widerstand gegen die Staatsgewalt                                     | 54,6                               |
| Gewaltkriminalität (gesamt)                                           | 25,2                               |
| Totschlag und Tötung auf Verlangen                                    | 27,5                               |
| Körperverletzung mit tödlichem Ausgang                                | 30,1                               |
| Vergewaltigung                                                        | 24,6                               |
| gefährliche und schwere Körperverletzung                              | 26,7                               |
| Mord                                                                  | 18,1                               |
| Raub, räuberische Erpressung und räuberischer Angriff auf Kraftfahrer | 14,7                               |
| Sachbeschädigung                                                      | 22,1                               |
| vorsätzliche Brandstiftung                                            | 14,5                               |

Die Fluglinie Ryanair fordert, dass auf britischen Flughäfen der Alkoholausschank eingeschränkt wird, um die Anzahl der Fälle von störenden Passagieren, die 2016/2017 angestiegen ist, wieder zu reduzieren.

## Durchschnittskonsum

Weltweiter Pro-Kopf-Alkoholkonsum 2005 von Personen über 15 Jahren, in Litern reiner Alkohol

### Weltweit
Der Konsum von Alkohol ist in den meisten Staaten erlaubt. Alkohol ist die am weitesten verbreitete psychoaktive Substanz weltweit. Der Verbrauch alkoholischer Getränke wird gewöhnlich anhand von Produktions- und Verkaufsstatistiken errechnet und als Pro-Kopf-Verbrauch für eine Bevölkerung angegeben. Weltweit wurde im Jahr 2005, umgerechnet auf alle Personen im Alter ab 15 Jahren, das Äquivalent von 6,3 Litern reinem Ethanol pro Kopf an alkoholischen Getränken konsumiert.
International betrachtet, nähert sich der Alkoholkonsum von Männern und Frauen einander an, die Diskrepanz der Geschlechter im Konsum und der damit assoziierten Schäden sinkt.

### Europa
In europäischen Ländern liegen die entsprechenden Werte seit Jahren im Bereich von durchschnittlich 12,5 Liter reinem Alkohol je Einwohner im Jahr. Die aus Daten von 2008 bis 2010 von der WHO ermittelten nationalen Durchschnittswerte pro Kopf und Jahr liegen bei 11,8 Liter für Deutschland, 10,3 Liter für Österreich und 10,7 Liter für die Schweiz.
Diese Werte liegen deutlich über den in Deutschland geltenden Grenzwerten für risikoarmen Konsum, die bei 7,8 Litern für Männer und 3,9 Litern für Frauen liegen.

### Deutschland
Eine individuellere Betrachtungsweise erlauben Daten aus repräsentativen Befragungen, in denen der Alkoholkonsum erfragt wird. Die Studie GEDA 2010 berichtet über einen gesundheitlich riskanten Alkoholkonsum bei knapp einem Drittel der Männer und gut einem Fünftel der Frauen in Deutschland. Beim Bundes-Gesundheitssurvey 1998 waren es ebenfalls ein knappes Drittel der Männer und ein Sechstel der Frauen, die einen gesundheitsgefährdenden Alkoholkonsum berichteten.